# Catherine De Bolle
Catherine De Bolle (Aalst, 17 februari 1970) is het hoofd van Europol. Voorheen was ze commissaris-generaal van de Belgische federale politie (2012-2018) en korpschef van de politiezone Ninove (2001-2012).

## Biografie
De Bolle studeerde rechten aan de universiteit van Gent tussen 1988 en 1993 en volgde van 1994 tot 1997 een opleiding tot officier bij de Rijkswacht. In 1994 en 2001 was ze actief als jurist bij de Federale politie, en in 2001 werd ze benoemd tot korpschef van Ninove.
Ze behaalde de graad van luitenant op 28 maart 1997 en werd hoofdcommissaris op 1 januari 2005.

## Benoeming tot commissaris-generaal
Nadat commissaris-generaal Fernand Koekelberg in maart 2011 ontslag had genomen en Paul Van Thielen commissaris-generaal ad interim werd, stelde De Bolle zich kandidaat. De selectiecommissie van de Algemene Inspectie achtte haar het meest geschikt. Na de bevestiging van deze keuze door de Federale Politieraad diende haar aanstelling als de eerste vrouwelijke commissaris-generaal van de federale politie nog door de voogdijministers bevestigd te worden. Op donderdag 9 februari bevestigde de ministerraad het voorstel van de voogdijministers. Na ondertekening van de benoeming door de koning, legde de Bolle op 29 februari de eed af en trad ze op 1 maart 2012 in functie.

## Europol
In 2015 werd ze Europees vertegenwoordiger in het uitvoerend comité van Interpol, een mandaat dat drie jaar liep.
Op 1 mei 2018 volgde zij Rob Wainwright op als directeur van Europol, de multinationale onderzoeksorganisatie en het samenwerkingsverband van alle politiediensten in de EU. Het is de eerste keer dat een Belg deze functie bekleedt.

## Onderscheiding
- Commandeur, Orde van het Belgisch Kruis[3][4]
- Commandeur in de Leopoldsorde[5]